# ガルーダ・インドネシア航空035便墜落事故
ガルーダ・インドネシア航空035便墜落事故（ガルーダ・インドネシアこうくう035びんついらくじこ）は、1987年4月4日にメダンで発生した航空事故である。事故原因は悪天候下での着陸進入強行だった。

## 事故の概要
1987年4月4日、ガルーダ・インドネシア航空035便はインドネシアのバンダ・アチェを出発し、メダンに向かう定期便として運行されていた。
マクドネルダグラス DC-9-32（機体記号:PK-GNQ、1976年製造）は、悪天候下でメダン・ポロニア国際空港へ着陸進入中、ウインドシアにより機体のバランスを崩してテレビ電波の送信所のアンテナ塔に接触し、滑走路手前の芝生に墜落した。墜落によって10メートル近い炎が上がった。
乗員8名、乗客37名の計45名のうち、乗員4名、乗客19名の計23名が死亡した。搭乗者の中に日本人3名（ジャカルタ在住2名とメダン在住1名）が含まれていたが、全員死亡した。機長の男性は事故を生き延びた。ジャカルタ在住の2名は新潟鐵工所ジャカルタ事務所の駐在員で、出張先のバンダ・アチェからジャカルタに帰る為に当便を利用し、事故に巻き込まれた。メダン在住の犠牲者はメダンの日本総領事館副領事の男性だった。この男性は総選挙の情勢調査のためバンダ・アチェに滞在しており、メダンへ戻るところだった。
事故原因についてガルーダ・インドネシア航空は「機体が被雷し、炎上したまま墜落した」と説明した。

## 事故後
1987年8月12日、犠牲者3人の遺族がガルーダ・インドネシア航空に対して約4億円の損害賠償請求を求める裁判を起こした。